# Пёрселл, Генри
Генри Пёрселл (англ. Henry Purcell, 10 сентября 1659 (?), Лондон — 21 ноября 1695, там же) — английский композитор, крупнейший представитель раннего английского барокко. Писал практически во всех жанрах/формах современной ему музыки — автор знаменитой оперы «Дидона и Эней», нескольких семи-опер, музыки к драматическим спектаклям, пьес (в том числе фантазий на In nomine) для инструментального консорта, хоровых антемов (обоих типов), приветственных и траурных од, светских и духовных песен («арий») и т. д.

## Биография

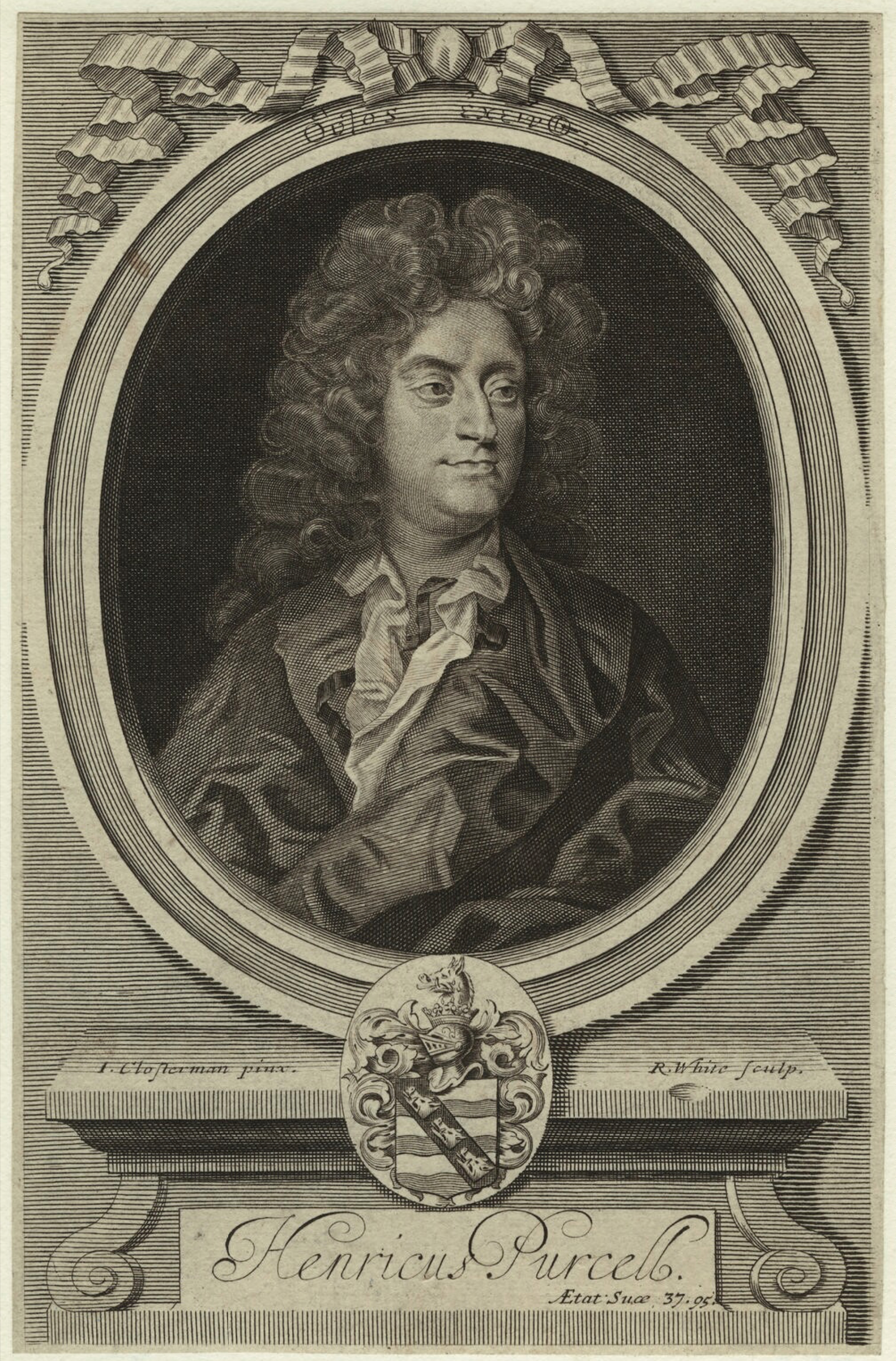
Пёрселл на гравюре R. White (по портрету John Closterman), из первого тома Orpheus Britannicus

### Ранние годы и начало карьеры
Пёрселл родился в лондонском Вестминстере (англ. St. Ann's Lane Old Pye Street), точная дата его рождения неизвестна. Отец Пёрселла (Томас Пёрселл) был музыкантом, как и старший брат отца  (дядя Генри Пёрселл, ум. в 1682). Оба брата были членами Королевской капеллы. Пёрселл-старший пел на коронации Карла II.
Начиная с 1659 года семья Пёрселлов жила всего в нескольких сотнях ярдов к западу от Вестминстерского аббатства.
У Генри Пёрселла было три сына: Эдвард, Генри и Даниэль. Даниэль Пёрселл (ум. 1717), младший из братьев, тоже был плодовитым композитором. Именно он дописал музыку к финальному акту «Королевы индейцев» после смерти Генри.
После смерти отца в 1664 году Генри опекал дядя Томас, заботившийся о нём как о своём сыне. Будучи на службе в Капелле Его Величества, он добился приёма туда и Генри в качестве хориста.
Сначала Генри обучался у декана капеллы Генри Кука (англ. Henry Cooke) (ум. в 1672), а затем у Пелхама Хамфри (англ. Pelham Humfrey) (ум. в 1674), наследника Кука. Генри был хористом Королевской капеллы до мутации своего голоса в 1673 году, когда он стал помощником органного мастера Джона Хингстона (англ. John Hingston), занимавшего должность королевского хранителя духовых инструментов.
Считается, что Пёрселл начал сочинять музыку в 9 лет. Но самой ранней работой, для которой достоверно установлено, что она написана Пёрселлом, является ода на день рождения короля, созданная в 1670 году. Даты сочинений Пёрселла, несмотря на большие проведённые исследования, часто точно не известны. Предполагается, что песня англ. "Sweet tyranness, I now resign" в трёх частях была написана им в детстве. После смерти Хамфри Пёрселл продолжал обучение у Джона Блоу. Он посещал Вестминстерскую школу и в 1676 году был назначен копиистом Вестминстерского аббатства. Самый первый антем Пёрселла англ. "Lord, who can tell" был написан в 1678 году. Это псалом, установленный для Рождества, а также читаемый на утренней молитве в четвёртый день месяца.
В 1679 году Пёрселл написал несколько песен для «Избранных арий, песен и дуэтов» (англ. Choice Ayres, Songs and Dialogues) Джона Плейфорда (англ. John Playford) и антем, название которого неизвестно, для королевской капеллы. Из сохранившегося письма Томаса Пёрселла известно, что этот антем был написан специально для выдающегося голоса Джона Гостлинга (англ. John Gostling), который тоже был членом королевской капеллы. В разное время Пёрселл написал несколько антемов для этого необыкновенного баса профундо, имевшего диапазон две полных октавы от нижнего ре большой октавы до ре первой октавы. Известны даты сочинения немногих из этих церковных произведений. Наиболее заметным образцом их является антем «They that go down to the sea in ships». В честь чудесного избавления короля Карла II от кораблекрушения Гостлинг, являвшийся роялистом, соединил несколько стихов из Псалтири в форме антема и попросил Пёрселла положить их на музыку. Эта труднейшая для исполнения пьеса начинается с пассажа, покрывающего весь диапазон голоса Гостлинга, — от верхнего ре и нисходящего на две октавы вниз.

### Дальнейшая карьера и смерть

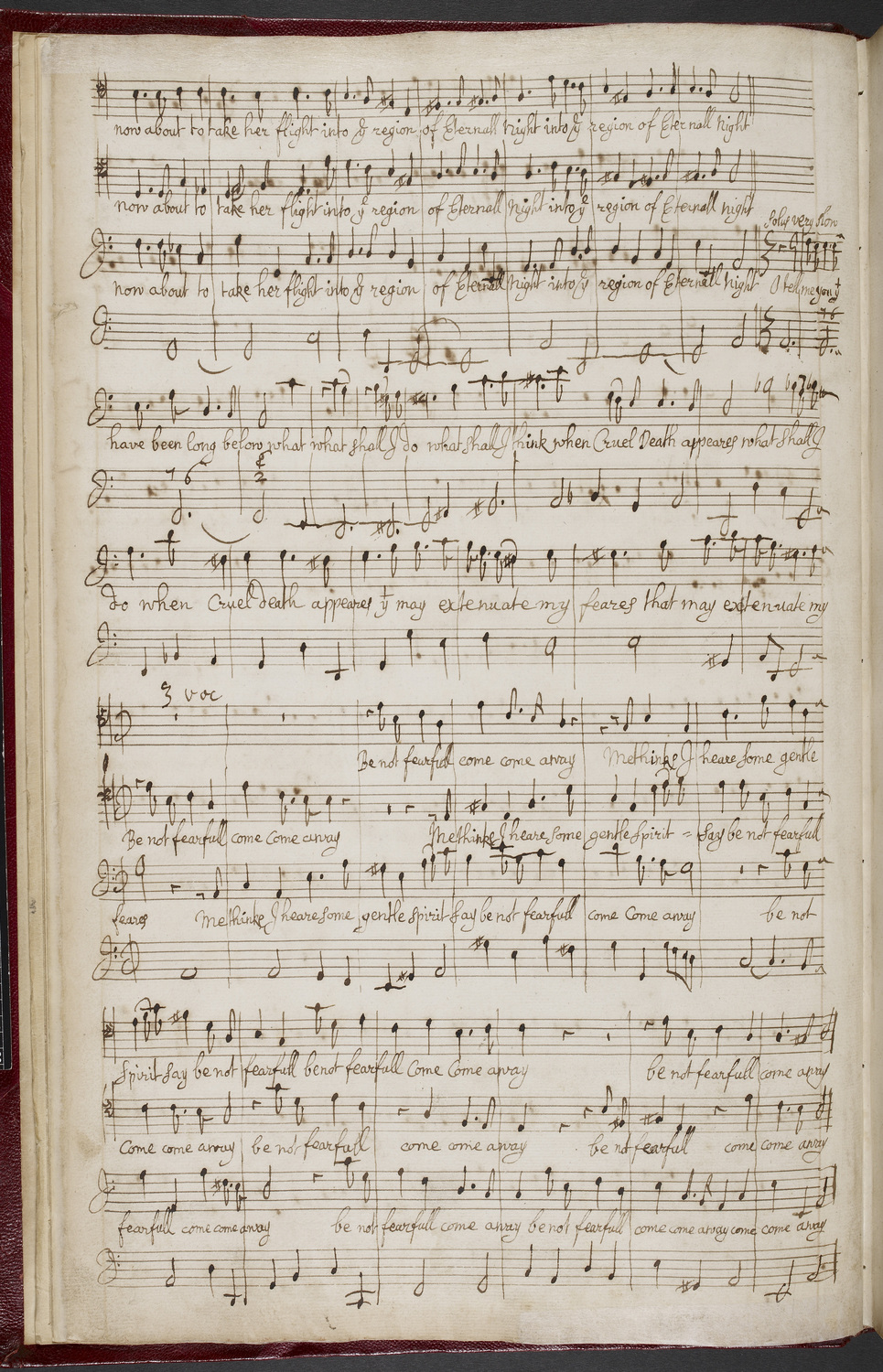
Рукопись Пёрселла «When on my sick bed I languish» (ок. 1680)

В 1679 году Блоу, бывший органистом Вестминстерского аббатства с 1669 года, оставил эту должность в пользу Пёрселла — своего ученика. С этого момента Пёрселл занялся сочинением преимущественно церковной музыки и на шесть лет прервал свои связи с театром. Однако, в начале года, возможно, до занятия должности, он создал две важные вещи для сцены: музыку для «Theodosius» Натаниэля Ли (англ. Nathaniel Lee) и «Virtuous Wife» Томаса д’Урфи (англ. Thomas d'Urfey). Между 1680 и 1688 годами Пёрселл написал музыку для семи пьес. Сочинение его камерной оперы «Дидона и Эней» (англ. Dido and Aeneas), которая является важной вехой в истории английской театральной музыки, относят к этому периоду. Эта более ранняя датировка является вполне вероятной, так как в документах опера упоминается в 1689 году. Она была написана на либретто ирландского поэта Наума Тейта (англ. Nahum Tate) и поставлена в 1689 году с участием Джозиаса Приста англ. Josias Priest, хореографа театра Дорсет-Гарден (англ. Dorset Garden Theatre). Жена Приста содержала пансион благородных девиц сначала в Лестере (англ. Leicester), а затем в Челси, где и была поставлена опера. Иногда она называется первой английской оперой, хотя обычно так именуют оперу Блоу «Венера и Адонис». Как и в сочинении Блоу, действие происходит не в разговорных диалогах, а в речитативах в итальянском стиле. Оба сочинения длятся менее часа. В своё время «Дидона и Эней» не попала на театральную сцену, хотя, по-видимому, была очень популярна в частных кружках. Считается, что она много копировалась, но только одна ария из оперы была напечатана вдовой Пёрселла в сборнике сочинений Пёрселла «Британский Орфей» (англ. Orpheus Britannicus), и полное сочинение оставалось в рукописи до 1840 года, когда оно было опубликовано обществом старинной музыки (англ. Musical Antiquarian Society) под редакцией сэра Джорджа Александра Макфаррена. Сочинение «Дидоны и Энея» дало Пёрселлу первую возможность написать непрерывное музыкальное оформление для театрального текста. И это был единственный случай написать музыку, которая выражала чувства всей драмы. Сюжет «Дидоны и Энея» основан на эпической поэме Вергилия «Энеида».
В 1682 году, вскоре после своей женитьбы, Пёрселл был назначен органистом королевской капеллы в связи со смертью Эдварда Лоу (англ. Edward Lowe), занимавшего этот пост. Эту должность Пёрселл смог получить, не оставляя прежнего места в аббатстве. Его старший сын родился в этом же году, но прожил недолго. В следующем 1683 году его сочинение (12 сонат) было впервые напечатано. В течение следующих нескольких лет Пёрселл занимался сочинением церковной музыки, одами, адресованными королю и королевской семье, и другими подобными работами. В 1685 году он написал два своих замечательных антема: «I was glad» и «My heart is inditing», для коронации короля Якова II. В 1694 году было написано одно из его наиболее важных и величественных произведений — ода ко дню рождения королевы Марии (англ. Queen Mary). Оно озаглавлено «Come Ye Sons of Art» и было написано Н.Тейтом, а поставлено Пёрселлом.

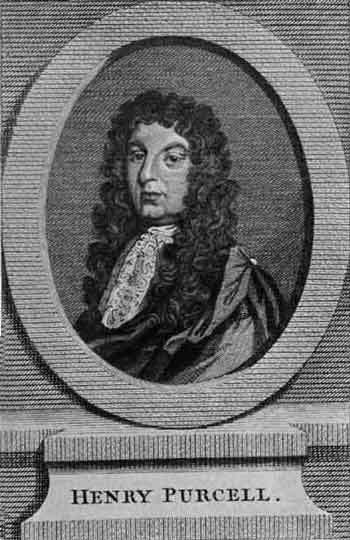
Пёрселл, гравюра XVII века

В 1687 году Пёрселл возобновил свои связи с театром, написав музыку к трагедии Драйдена «Tyrannick Love». В этом году Пёрселл также сочинил марш и танец, которые стали такими популярными, что лорд Уортон использовал эту музыку в своём Лиллибуллеро. В январе 1688 или раньше Пёрселл, исполняя волю короля, написал антем «Blessed are they that fear the Lord». А несколькими месяцами позже он написал музыку к пьесе д’Урфи «The Fool’s Preferment». В 1690 он сочинил музыку к обработке Томасом Беттертоном (англ. Thomas Betterton) пьесы Джона Флетчера и Филиппа Мэссинджера «Пророчица» (позже названная «Диоклетиан») и к пьесе «Амфитрион» Драйдена. В свой зрелый творческий период Пёрселл сочинял много, однако насколько много — можно только предполагать. В 1691 году он написал музыку, которая считается его театральным шедевром, — оперу «Король Артур» (англ. King Arthur) на либретто Драйдена (впервые опубликована Musical Antiquarian Society в 1843 году). В 1692 он сочинил «Королеву фей» (англ. The Fairy-Queen) (по мотивам «Сна в летнюю ночь» Шекспира), ноты которой (его самое большое произведение для театра) были обнаружены в 1901 году и опубликованы Пёрселловским обществом.
Затем последовала «Королева индейцев» (англ. The Indian Queen) в 1695 году, в том же году Пёрселл написал песни к версии шекспировской «Бури» драматургов Драйдена и Давенанта, возможно, включая песни «Full fathom five» и «Come unto these yellow sands», и ещё сопровождение для Абделазара (англ. Abdelazer or The Moor’s Revenge) по драме Афры Бен. «Королева индейцев» была основана на трагедии Драйдена и Ховарда (англ. Sir Robert Howard). В этой семи-опере (в то время также называемой драматической оперой) главные персонажи пьесы не пели, а произносили слова своей роли: действие двигалось не речитативами, а диалогами. Арии «от лица» главных персонажей исполнялись профессиональными певцами, роль которых в драматическом действии была минимальной.
«Te Deum» и «Jubilate Deo» Пёрселла были написаны ко дню Св. Цецилии в 1694 году. Это был первый английский «Te Deum», имеющий оркестровое сопровождение. Он исполнялся ежегодно в кафедральном соборе Св. Павла до 1712 года, после которого он стал чередоваться с Генделевским «Utrecht Te Deum and Jubilate» до 1743 года, когда оба произведения были заменены Генделевским «Dettingen Te Deum».
Для похорон королевы Марии II в 1694 году Пёрселл написал антем и две элегии. Кроме опер и семи-опер, упомянутых выше, он написал музыку и песни для «Комической истории Дон-Кихота» Томаса д’Урфи и «Бондуки» (англ. Bonduca), большое количество церковной музыки, многочисленные оды, кантаты. Количество же инструментальной камерной музыки намного меньше, чем в начале карьеры, а музыка для клавира состоит из ещё меньшего числа клавесинных сюит и органных пьес. В 1693 году Пёрселл сочинил музыку для двух комедий: «Старый холостяк» (англ. The Old Bachelor) и «Двойная игра» (англ. The Double Dealer), а также ещё пяти пьес. В июле 1695 он написал оду «Who can from joy refrain?» в честь шестилетия герцога Глостерского. За последние шесть лет жизни Пёрселл написал музыку к сорока двум пьесам.
Пёрселл умер в 1695 году в своём доме на Marsham Street в Вестминстере в зените своей карьеры. Считается, что ему было 35 или 36 лет. Причина его смерти неясна. По одной версии, он простудился, вернувшись поздно домой из театра и обнаружив, что жена заперла дом на ночь. По другой — он умер от туберкулёза. Завещание Пёрселла начинается так:
«Во имя Господа, Аминь. Я, Генри Пёрселл, джентльмен, по состоянию тела будучи опасно болен, но в светлом уме и твёрдой памяти (слава Всевышнему), настоящим заявляю свою последнюю волю и завещание. Оставляю моей любимой жене Фрэнсис (англ. Frances Purcell) всё моё движимое и недвижимое имущество…»
Пёрселл похоронен рядом с органом в Вестминстерском аббатстве. Музыка, которую он написал для похорон королевы Марии II, прозвучала и на его похоронах. Его повсеместно оплакивали, как «величайшего мастера музыки». После его смерти руководство Вестминстера почтило его, единогласно высказавшись за бесплатное предоставление места для захоронения в северном приделе аббатства. В эпитафии написано: «Здесь лежит Пёрселл, Эск., который покинул этот мир и ушёл в то блаженное место, единственное, где только его гармония может быть превзойдена».
У Пёрселла и его жены Френсис было шесть детей, четверо из которых умерли во младенчестве. Жена, сын Эдвард (1689—1740) и дочь Френсис пережили его. Жена опубликовала ряд работ композитора, включая известный сборник «Британский Орфей» (англ. Orpheus Britannicus) в двух томах, напечатанный в 1698 и 1702 годах, соответственно. Умерла Френсис Пёрселл в 1706 году. Эдвард в 1711 году стал органистом церкви St. Clement Eastcheap в Лондоне, ему наследовал его сын Эдвард Генри (ум. 1765). Оба были похоронены в церкви St. Clement около органа.

## Посмертные слава и влияние

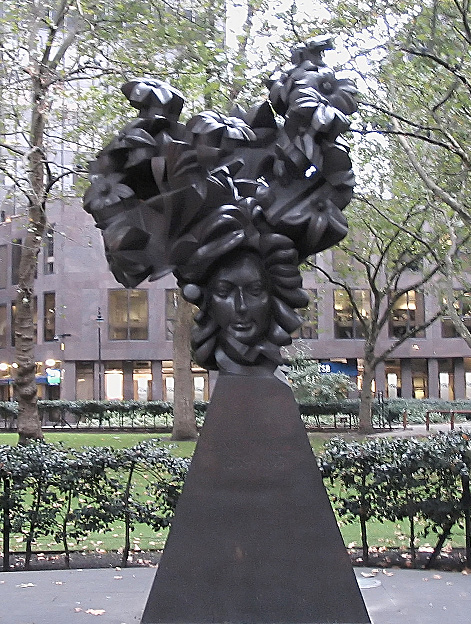
«Цветение английского барокко», бронзовая скульптура Гленна Уильямса в маленьком парке на улице Виктория в Вестминстере

После смерти Пёрселла его значение было высоко отмечено многими современниками. Его старый друг Джон Блоу написал «Оду на смерть Генри Пёрселла» (англ. An Ode, on the Death of Mr. Henry Purcell (Mark how the lark and linnet sing)) на слова своего давнего соавтора Джона Драйдена. Музыкальное сопровождение заупокойной службы Уильяма Крофта было написано в 1724 году в стиле «великого Мастера». Крофт сохранил Пёрселловское сопровождение «Thou knowest, lord» (Z 58) в своей музыке «по причинам, очевидным для любого артиста». С тех пор эта музыка звучит на всех официальных похоронах Великобритании. В более позднее время английский поэт Хопкинс написал известный сонет, озаглавленный «Генри Пёрселл».
Пёрселл оказал значительное влияние на композиторов английского музыкального ренессанса начала 20 столетия, особенно на Бриттена, который осуществил постановку «Дидоны и Энея», и чьё сочинение «The Young Person’s Guide to the Orchestra» основано на теме из Пёрселловского «Абделазара» (англ. Abdelazer). Стилистически ария «I know a bank» из оперы Бриттена «Сон в летнюю ночь» явно навеяна Пёрселловской арией «Sweeter than Roses», которую Пёрселл первоначально написал как часть сопроводительной музыки к пьесе Ричарда Нортона «Павсаний, предатель родины».
Епископальная церковь США отмечает в литургическом календаре 28 июля как день Пёрселла, а также Баха и Генделя. В интервью 1940 года Игнац Фридман заявил, что ставит Пёрселла выше Баха и Бетховена. На улице Виктория в Вестминстере находится бронзовый памятник Пёрселлу, выполненный Гленном Уильямсом и установленный в 1994 году.
В 1836 году в Лондоне был основан Клуб Пёрселла (англ. Purcell Club) с целями способствовать более широкому исполнению музыки Пёрселла, но в 1863 году клуб был распущен. В 1876 году было основано Пёрселловское общество, которое опубликовало новые редакции его работ. В наши дни Клуб Пёрселла был воссоздан, он занимается организацией экскурсий и концертов в поддержку Вестминстерского аббатства.
Репутация Пёрселла так высока, что ему много лет (с 1878 по 1940-е годы) приписывалось авторство популярного свадебного марша. Так называемый «Purcell’s Trumpet Voluntary» был фактически написан около 1700 года британским композитором Джеремайя Кларком как «Марш принца датского».
Майкл Найман построил (по просьбе режиссёра) музыку к кинофильму Питера Гринуэя 1982 года «Контракт рисовальщика» на остинато из различных сочинений Пёрселла (одного — приписанного ему по ошибке). Найман считал Пёрселла «музыкальным консультантом» саундтрека фильма. Другая Пёрселловская тема — ария Гения Холода из «Короля Артура» — была использована Найманом в его сочинении «Memorial».

## Пёрселл в поп-культуре
В 2009 году Пит Таунсенд, лидер английской рок-группы The Who, основанной в 1960-х, заявил, что гармонии Пёрселла повлияли на музыку группы (в таких песнях, как Won’t Get Fooled Again (1971), I Can See for Miles (1967) и на очень «Пёрселловское» вступление к Pinball Wizard). Музыка для похоронной процессии, из музыки для похорон королевы Марии, была переложена для синтезатора Венди Карлос и использована в музыкальной теме для фильма «Заводной апельсин» С. Кубрика (1971). Эта же музыка использована в фильме 1995 года «Настольная книга молодого отравителя». Культовый исполнитель новой волны Клаус Номи регулярно исполнял «Холодную песню» из «Короля Артура» в течение всей своей карьеры, начиная с дебютного альбома 1981 года. Его последним публичным выступлением незадолго до смерти от СПИД было исполнение пьесы с симфоническим оркестром в Мюнхене в декабре 1982. Пёрселл написал песню Гения Холода для баса, но ряд контратеноров исполнили её в память Номи.
Стинг записал арию «Next winter comes slowly»  из оперы «Королева фей» в своём альбоме 2009 года «If On a Winter's Night...».
В фильме 1995 года «England, My England» жизнь композитора (которого играет певец Майкл Болл) показана глазами драматурга, живущего в 1960-е годы, который пытается написать пьесу о Пёрселле.
В 2003 году шведская блэк-метал-группа Marduk записала кавер под названием Blackcrowned на мелодию из фильма «Заводной Апельсин», упомянутую выше.
В немецком фильме 2004 года «Бункер» повторяется музыка из плача Дидоны, сопровождая конец Третьего рейха.
Саундтрек к версии 2005 года фильма «Гордость и предубеждение» содержит танец, названный «Открытка Генри Пёрселлу». Это версия темы из «Абделазара» Пёрселла, созданная Дарио Марианелли.
Фильм 2012 года «Королевство полной луны» содержит версию «Абделазара» Бенджамина Бриттена, созданную в 1946 году для его «The Young Person’s Guide to the Orchestra».
В 2013 году Pet Shop Boys выпустили сингл Love Is a Bourgeois Construct, включающий одну из басо́вых тем «Короля Артура», использованных Найманом в «Контракте рисовальщика».
Оливия Чейни выпустила своё переложение «There’s Not a Swain» (Z 587) на CD 2015 года «The Longest River».
Дашкевич также называет музыку Пёрселла тем, что подтолкнуло его к созданию «Увертюры» из цикла фильмов о Шерлоке Холмсе и докторе Ватсоне.

## Сочинения
Сочинения Пёрселла были каталогизированы Ф.Циммерманом (Zimmerman) в 1963 году. Обозначения сочинений Пёрселла по его каталогу начинаются с буквы «Z» (по фамилии составителя). Некоторые сочинения Пёрселла в этом каталоге не были учтены (см. ниже в разделе «без Z-номера»). Вокальные произведения внутри тематических разделов расположены у Циммермана по алфавиту инципитов, а не по хронологии, поскольку датировки многих произведений Пёрселла сомнительны или вовсе неизвестны (обозначены здесь знаком «?»).

#### Антемы[Z 1—65]
- Z 1 Awake, put on thy strength (ок. 1682-1685)
- Z 2 Behold, I bring you glad tidings (1687)
- Z 3 Behold now, praise the Lord (ок. 1680)
- Z 4 Be merciful unto me (до 1683)
- Z 5 Blessed are they that fear the Lord (1688)
- Z 6 Blessed be the Lord my strength (до 1679)
- Z 7 Blessed is he that considereth the poor (ок. 1688)
- Z 8 Blessed is he whose unrighteousness is forgiven (ок. 1680-1692)
- Z 9 Blessed is the man that feareth the Lord (ок. 1688)
- Z 10 Blow up the trumpet in Sion (до 1679)
- Z 11 Bow down thine ear, O Lord (ок. 1680-1682)
- Z 12 Give sentence with me, O Lord (до 1681)
- Z 13 Hear me, O Lord, and that soon (1680-1682; 2 редакции)
- Z 14 Hear my prayer, O God" (до 1683)
- Z 15 Hear my prayer, O Lord" (до 1683)
- Z 16 In Thee, O Lord, do I put my trust (ок. 1682)
- Z 17 In the midst of life[41] (до 1682; две редакции)
- Z 18 It is a good thing to give thanks (1682-1685)
- Z 19 I was glad when they said unto me (1682-1683)
- Z 20 I will give thanks unto Thee, O Lord (1682-1685)
- Z 21 I will give thanks unto the Lord (1680-1682)
- Z 22 I will sing unto the Lord (до 1679)
- Z 23 Let God arise (до 1679)
- Z 24 Let mine eyes run down with tears (ок. 1682)
- Z 25 Lord, how long wilt Thou be angry? (ок. 1680-1682)
- Z 26 Lord, who can tell how oft he offendeth? (ок. 1677)
- Z 27 Man that is born of woman (ок. 1680-1682)
- Z 28 My beloved spake (до 1677)
- Z 29 My heart is fixed, O God (1682-1685)
- Z 30 My heart is inditing (1685)
- Z 31 My song shall be always (1690)
- Z 32 O consider my adversity (?)
- Z 33 O give thanks unto the Lord (1693)
- Z 34 O God, the king of glory (до 1679)
- Z 35 O God, thou art my god (1680-1682)
- Z 36 O God, thou has cast us out (1680-1682)
- Z 37 O Lord God of hosts (1680-1682)
- Z 38 O Lord, grant the King a long life (1685)
- Z 39 O Lord, our governor (до 1679)
- Z 40 O Lord, rebuke me not (?)
- Z 41 O Lord, Thou art my God (1680-1682)
- Z 42 O praise God in his holiness (1682-1685)
- Z 43 O praise the Lord, all ye heathen (до 1681)
- Z 44 O sing unto the Lord (1688)
- Z 45 Out of the deep have I called (ок. 1680)
- Z 46 Praise the Lord, O Jerusalem (1689)
- Z 47 Praise the Lord, O my soul, and all that is within me (1682-1685)
- Z 48 Praise the Lord, O my soul, O Lord my God (1687)
- Z 49 Rejoice in the Lord always (1682-1685; так называемый «колокольный» антем)
- Z 50 Remember not, Lord, our offences (1679-1682)
- Z 51 Save me, O God (до 1681)
- Z 52 Sing unto God (1687)
- Z 53 The Lord is king, be the people never so impatient (?)
- Z 54 The Lord is King, the earth may be glad (1688)
- Z 55 The Lord is my light (1682-1685)
- Z 56 The way of God is an undefiled way (1694)
- Z 57 They that go down to the sea in ships (1685)
- Z 58 Thou know’st, Lord, the secrets of our hearts (1687; 3 редакции)
- Z 59 Thy righteousness, O God, is very high (?)
- Z 60 Thy way, O God, is holy (1687)
- Z 61 Thy word is a lantern unto my feet (?)
- Z 62 Turn thou us, O good Lord (?)
- Z 63 Unto Thee will I cry (1682-1685)
- Z 64 Who hath believed our report? (1679-1680)
- Z 65 Why do the heathen so furiously rage together? (1682-1685)

#### Гимны, каноны, духовные песни [Z 101—200]
- Z 101 Joy, mirth, triumphs I do defy (кэтч, дата неизвестна)
- Z 103 Gloria Patri et Filio (канон, ок. 1680)
- Z 104 Gloria Patri et Filio (канон, ок. 1680)
- Z 105 Gloria Patri et Filio (канон, ок. 1680)
- Z 106 Gloria Patri et Filio (канон, ок. 1680)
- Z 107 Gloria Patri et Filio (канон, дата неизвестна)
- Z 108 Laudate Dominum (канон, дата неизвестна)
- Z 109 Miserere mei (канон, публ. 1687)
- Z 120 Chant a-moll (авторство сомнительно, дата неизвестна)
- Z 121 Chant G-dur (авторство сомнительно, дата неизвестна)
- Z 122 Chant G-dur (авторство сомнительно, дата неизвестна)
- Z 123 Chant d-moll (авторство сомнительно, дата неизвестна)
- Z 124 Chant G-dur (авторство сомнительно, дата неизвестна)
- Z 125 Burford psalm-tune (авторство сомнительно, дата неизвестна)
- Z 130 Ah! few and full of sorrow (ок. 1680)
- Z 131 Beati omnes [qui timent Dominum] (ок. 1680)
- Z 132 Early, o Lord, my fainting soul (ок. 1680)
- Z 133 Hear me, o Lord, the great support (1680-1682)
- Z 134 In guilty night (публ. 1693)
- Z 135 Jehova, quam multi sunt (ок. 1680)
- Z 136 Lord, I can suffer thy rebukes (ок. 1680)
- Z 137 Lord, not to us, but to thy name (ок. 1680)
- Z 138 O all ye people, clap your hands (ок. 1680)
- Z 139 O happy man that fears the Lord (дата неизвестна)
- Z 140 O, I’m sick of life (ок. 1680)
- Z 141 O Lord our governor (ок. 1680)
- Z 142 Plung’d in the confines of despair (ок. 1680)
- Z 143 Since God, so tender a regard (ок. 1680)
- Z 144 When on my sickbed I languish (ок. 1680)
- Z 181 Awake, and with attention hear (публ. 1681)
- Z 182 Awake, ye dead (публ. 1693)
- Z 183 Begin the song, and strike the living lyre (публ. 1681)
- Z 184 Close thine eyes and sleep secure (публ. 1688)
- Z 185 Full of wrath his threatening breath (дата неизвестна)
- Z 186 Great God and just (публ. 1688)
- Z 187 Hosanna to the highest (дата неизвестна)
- Z 188 How have I strayed (публ. 1688)
- Z 189 How long, great God? (публ. 1688)
- Z 190 In the black dismal dungeon of despair (публ. 1688)
- Z 191 Let the night perish (публ. 1688)
- Z 192 Lord, what is man? (публ. 1693)
- Z 193 Now that the sun hath veiled his light (публ. 1688)
- Z 195 Sleep, Adam, sleep and take thy rest (публ. 1688)
- Z 196 Tell me, some pitying angel (публ. 1693)
- Z 197 The earth trembled (публ. 1688)
- Z 198 Thou wakeful shepherd (публ. 1688)
- Z 199 We sing to him, whose wisdom form’d the ear (публ. 1688)
- Z 200 With sick and famish’d eyes (публ. 1688)

#### Англиканская церковная музыка [Z 230—232]
Примечание. Все тексты англиканских церковно-музыкальных сочинений английские, даже если они содержат латинские (традиционные) заголовки
- Z 230/1 Te Deum (для утрени, до 1682)
- Z 230/2 Benedictus (для утрени, до 1682)
- Z 230/3 Benedicite omnia opera (для утрени, до 1682)
- Z 230/4 Jubilate Deo (для утрени, до 1682)
- Z 230/5 Kyrie eleison (к причастию, до 1682)
- Z 230/6 Никейский символ веры (Nicene Creed; до 1682)
- Z 230/7 Магнификат (B-dur, для вечерни, до 1682)
- Z 230/8 Nunc dimittis (для комплетория, до 1682)
- Z 230/9 Cantate Domino (для вечерни, до 1682)
- Z 230/10 Deus misereatur (для вечерни, до 1682)
- Z 231 Магнификат и Nunc dimittis (для вечерни, дата неизвестна)
- Z 232 Te Deum и Jubilate Deo (D-dur, для утрени, 1694)

#### Кэтчи [Z 240—292]
Примечание. Кэтч (кетч) — бесконечный канон (обычно трёхголосный) в унисон на английский текст.
- Z 240 A health to the nut-brown lass (1685)
- Z 241 An ape, a lion, a fox and an ass (1686)
- Z 242 As Roger last night to Jenny lay close (?)
- Z 243 Bring the bowl and cool Nantz (1693-1694)
- Z 244 Call for the reckoning (?)
- Z 245 Come let us drink (?)
- Z 246 Come my hearts, play your parts (1685)
- Z 247 Down, down with Bacchus (1693)
- Z 248 Drink on till night be spent (1686)
- Z 249 Full bags, a brisk bottle (1686)
- Z 250 God save our sovereign Charles (1685)
- Z 251 Great Apollo and Bacchus (?)
- Z 252 Here’s a health, pray let it pass (?)
- Z 253 Here’s that will challenge all the fair (1680)
- Z 254 He that drinks is immortal (1686)
- Z 255 If all be true that I do think (1689)
- Z 256 I gave her cakes and I gave her ale (1690)
- Z 257 Is Charleroy’s siege come too? (1693)
- Z 258 Let the grave folks go preach (1685)
- Z 259 Let us drink to the blades (1691)
- Z 260 My lady’s coachman, John (1688)
- Z 261 Now England’s great council’s assembled (1685)
- Z 262 Now, now we are met and humours agree (1688)
- Z 263 Of all the instruments that are (1693; Кэтч о виоле)
- Z 264 Once in our lives let us drink to our wives (1686)
- Z 265 Once, twice, thrice, I Julia tried (?)
- Z 266 One industrious insect (?)
- Z 267 Pale faces, stand by (1688)
- Z 268 Pox on you for a fop (?)
- Z 269 Prithee be n’t so sad and serious (?)
- Z 270 Room for th’express (1694)
- Z 271 Since the duke is return’s (1685)
- Z 272 Since time so kind to us does prove (?)
- Z 273 Sir Walter enjoying his damsel (?)
- Z 274 Soldier, soldier, take off thy wine (?)
- Z 275 Sum up all the delights (1688)
- Z 276 The Macedon youth (1686)
- Z 277 The miller’s daughter riding (1686)
- Z 278 The surrender of Limerick (1691)
- Z 279 'Tis easy to force (1685)
- Z 280 'Tis too late for a coach (1686)
- Z 281 'Tis women makes us love (1685)
- Z 282 To all lovers of music (1687)
- Z 283 To thee, to thee and to a maid (1685)
- Z 284 True Englishmen drink a good health (ок. 1689)
- Z 285 Under a green elm lies Luke Shepherd’s helm (1686)
- Z 286 Under this stone lies Gabriel John (1686)
- Z 287 When V and I together meet (1686)
- Z 288 Who comes there? (1685)
- Z 289 Wine in a morning makes us frolic and gay (1686)
- Z 290 Would you know how we meet (1685)
- Z 291 Young Colin cleaving of a beam (1691)
- Z 292 Young John the gard’ner (1683)

#### Оды и приветственные песни [Z 320—344]
- Z 320 Arise my Muse, вторая ода на день рождения королевы Марии (1690)
- Z 321 Celebrate this festival, пятая ода на день рождения королевы Марии (1693)
- Z 322 Celestial music did the gods inspire, ода (1689)
- Z 323 Come Ye Sons of Art, шестая ода ко дню рождения королевы Марии (1694)
- Z 324 Fly, bold rebellion, ода (1683)
- Z 325 From hardy climes and dangerous toils of war, ода (1683)
- Z 326 From those serene and rapturous joys, ода (1684)
- Z 327 Great parent, hail!, ода (1694)
- Z 328 Hail, bright Cecilia!, ода ко дню св. Цецилии (1692)
- Z 329 Laudate Ceciliam, ода ко дню св. Цецилии (1683)
- Z 331 Love’s goddess sure was blind, четвёртая ода на день рождения королевы Марии (1692)
- Z 332 Now does the glorious day appear, первая ода на день рождения королевы Марии (1689)
- Z 333 Of old when heroes thought it base, ода (1690)
- Z 334 Raise, raise the voice, ода (ок. 1685)
- Z 335 Sound the trumpet, beat the drum, ода (1678)
- Z 336 Swifter, Isis, swifter flow, ода (1681)
- Z 337 The summer’s absence unconcerned we bear, ода (1682)
- Z 338 Welcome, welcome glorious morn, третья ода на день рождения королевы Марии (1691)
- Z 339 Welcome to all the pleasures, ода ко дню св. Цецилии (1683)
- Z 340 Welcome, vicegerent of the mighty king, ода (1680)
- Z 341 What, what shall be done in behalf of the man?, ода (1682)
- Z 342 Who can from joy refrain?, ода на день рождения герцога Глостерского (1695)
- Z 343 Why, why are all the Muses mute?, ода (1685)
- Z 344 Ye tuneful Muses, ода (1686)

#### Песни (светские) [Z 351—547]
- Z 351 Aaron thus propos’d to Moses (1688, авторство оспаривается)
- Z 352 Ah! Cruel nymph, you give despair (?)
- Z 353 Ah! how pleasant 'tis to love (1688)
- Z 354 Ah! Cruel nymph, you give despair (?)
- Z 355 Amidst the shades and cool refreshing streams (1687)
- Z 356 Amintas, to my grief I see (1679)
- Z 357 Amintor, heedless of his flocks (1681)
- Z 358 Ask me to love no more (1694)
- Z 359 A thousand sev’ral ways I tried (1684)
- Z 360 Bacchus is a power divine (?)
- Z 361 Beware, poor Shepherds (1684)
- Z 362 Cease, anxious world (1687)
- Z 363 Cease, O my sad soul (1678)
- Z 364 Celia’s fond, too long I’ve loved her (1694)
- Z 365 Corinna is divinely fair (1692)
- Z 367 Cupid, the slyest rogue alive (1685)
- Z 368 Farewell, all joys (1685)
- Z 369 Fly swift, ye hours (1692)
- Z 370 From silent shades and the Elysian groves (1683)
- Z 371 Hears not my Phyllis (1695)
- Z 372 He himself courts his own ruin (1684)
- Z 373 How delightful’s the life of an innocent swain (?)
- Z 374 How I sigh when I think of the charms (1681)
- Z 375 I came, I saw, and was undone (?)
- Z 376 I envy not a monarch’s fate (1693)
- Z 377 I fain would be free (?)
- Z 378 If grief has any power to kill (1685)
- Z 379 If music be the food of love (1692—1695)
- Z 380 If prayers and tears (?)
- Z 381 I lov’d fair Celia (1694)
- Z 382 I love and I must (?)
- Z 383 Incassum Lesbia, incassum rogas (1695)
- Z 384 In Cloris all soft charms (1684)
- Z 385 In vain we dissemble (1685)
- Z 386 I resolve against cringing (1679)
- Z 387 I saw that you were grown so high (1678)
- Z 388 I take no pleasure in the sun’s bright beams (1681)
- Z 389 Leave these useless arts in loving (?)
- Z 390 Let each gallant heart (1683)
- Z 391 Let formal lovers still pursue (1687)
- Z 392 Love arms himself in Celia’s eyes (?)
- Z 393 Love is now become a trade (1685)
- Z 394 Lovely Albina’s come ashore (?)
- Z 395 Love’s power in my heart shall find no compliance (1688)
- Z 396 Love, thou canst hear, tho' thou art blind (1695)
- Z 397 More love or more disdain I crave (1678)
- Z 399 My heart, wherever you appear (1685)
- Z 400 Not all my torments can your pity move (?)
- Z 401 No watch, dear Celia, just is found (1693)
- Z 402 O! fair Cedaria, hide those eyes (?)
- Z 403 O! how happy’s he (1690)
- Z 404 Olinda in the shades unseen (?)
- Z 405 On the brow of Richmond Hill (1692)
- Z 406 O solitude, my sweetest choice (1687)
- Z 407 Pastora’s beauties when unblown (1681)
- Z 408 Phyllis, I can ne’er forgive it (1688)
- Z 409 Phillis, talk no more of passion (1685)
- Z 410 Pious Celinda goes to prayers (1695)
- Z 411 Rashly I swore I would disown (1683)
- Z 412 Sawney is a bonny lad (1694)
- Z 413 She loves and she confesses too (1683)
- Z 414 She that would gain a faithful lover (1695)
- Z 415 She who my poor heart possesses (1683)
- Z 416 Since one poor view has drawn my heart (1681)
- Z 417 Spite of the godhead, pow’rful love (1687)
- Z 418 Sweet, be no longer sad (1678)
- Z 420 Sylvia, now your scorn give over (1688)
- Z 421 The fatal hour comes on apace (?)
- Z 422 They say you’re angry (1685)
- Z 423 This poet sings the Trojan wars (1688)
- Z 424 Through mournful shades and solitary groves (1684)
- Z 425 Turn then thine eyes (?)
- Z 426 Urge me no more (?)
- Z 427 We now, my Thyrsis, never find (1693)
- Z 428 What a sad fate is mine (?)
- Z 429 What can we poor females do? (1694)
- Z 430 When first Amintas sued for a kiss (1687)
- Z 431 When first my shepherdess and I (1687)
- Z 432 When her languishing eyes said «love» (1681)
- Z 433 When I a lover pale do see (1678)
- Z 434 When my Aemelia smiles (?)
- Z 435 When Strephon found his passion vain (1683)
- Z 436 When Thyrsis did the splendid eye (1675)
- Z 437 While Thyrsis, wrapt in downy sleep (1685)
- Z 438 Whilst Cynthia sung, all angry winds lay still (1686)
- Z 440 Who but a slave can well express (?)
- Z 441 Who can behold Florella’s charms? (1695)
- Z 442 Why so serious, why so grave? (?)
- Z 443 Ye happy swains, whose nymphs are kind (1685)
- Z 444 Stript of their green our groves appear (1692)
- Z 461 Beneath a dark and melancholy grove (?)
- Z 462 Draw near, you lovers (?)
- Z 463 Farewell, ye rocks (1685)
- Z 464 Gently shepherds, you that know (1687)
- Z 465 High on a throne of glitt’ring ore (1690)
- Z 466 Let us, kind Lesbia, give away (1684)
- Z 467 Musing on cares of human fate (1685)
- Z 468 No, to what purpose should I speak (?)
- Z 469 Scarce had the rising sun appear’d (1679)
- Z 470 See how the fading glories of the year (1689)
- Z 471 Since the pox or the plague (1679)
- Z 472 What hope for us remains now he is gone? (1679)
- Z 473 Young Thyrsis' fate, ye hills and groves, deplore (?)
- Z 482 Alas, how barbarous we are (?)
- Z 483 Come, dear companions of th’Arcadian fields (1686)
- Z 484 Come, lay by all care (1685)
- Z 485 Dulcibella, when e’er I sue for a kiss (1694)
- Z 486 Fair Cloe, my breast so alarms (1692)
- Z 487 Fill the bowl with rosy wine (1687)
- Z 489 Go tell Amynta, gentle swain (?)
- Z 490 Haste, gentle Charon (?)
- Z 491 Has yet your breast no pity learn’d? (1688)
- Z 492 Hence, fond deceiver (1687)
- Z 493 Here’s to thee, Dick (1688)
- Z 494 How great are the blessings 'A Health to King James' (1686)
- Z 495 How sweet is the air and refreshing (1687)
- Z 496 In all our Cynthia’s shining sphere (?)
- Z 497 In some kind dream (1687)
- Z 498 I saw fair Cloris all alone (1687)
- Z 499 I spy Celia, Celia eyes me (1687)
- Z 500 Julia, your unjust disdain (1687)
- Z 501 Let Hector, Achilles and each brave commander (1689)
- Z 502 Lost is my quiet forever (1691)
- Z 503 Nestor, who did to thrice man’s age attain (1689)
- Z 504 O dive custos Auriacae domus (1695)
- Z 505 Oft am I by the women told (1687)
- Z 506 Oh! what a scene does entertain my sight (?)
- Z 507 Saccharissa’s grown old (1686)
- Z 508 See where she sits (?)
- Z 509 Sit down, my dear Sylvia (1685)
- Z 510 Soft notes and gently raised (1685)
- Z 511 Sylvia, thou brighter eye of night (?)
- Z 512 Sylvia, 'tis true you’re fair (1686)
- Z 513 There never was so wretched lover as I (?)
- Z 514 Though my mistress be fair (1685)
- Z 515 Trip it, trip it in a ring (?)
- Z 516 Underneath this myrtle shade (1692)
- Z 517 Were I to choose the greatest bliss (1689)
- Z 518 What can we poor females do? (?)
- Z 519 When gay Philander left the plain (1684)
- Z 520 When, lovely Phyllis, thou art kind (1685)
- Z 521 When Myra sings (1695)
- Z 522 When Teucer from his father fled (1686)
- Z 523 While bolts and bars my days control (?)
- Z 524 While you for me alone had charms (?)
- Z 525 Why, my Daphne, why complaining? (1691)
- Z 541 Hark Damon, hark (?)
- Z 542 Hark how the wild musicians sing (?)
- Z 543 How pleasant is this flowery plain (1688)
- Z 544 If ever I more riches did desire (?)
- Z 545 In a deep vision’s intellectual scene 'The Complaint' (?)
- Z 546 'Tis wine was made to rule the day (?)
- Z 547 We reap all the pleasures (?)

#### Музыка к театральным пьесам [Z 570—613]
- Z 570 Абделазар // Abdelazer or The Moor’s Revenge (1695).
- Z 571 A Fool’s Preferment or The Three Dukes of Dunstable (1688).
- Z 572 Амфитрион // Amphitryon or The Two Sosias (1690; авторство номеров 3-9 под сомнением, между 2 и 11 есть потерянный номер).
- Z 573 Великий могол // Aureng-Zebe or The Great Mogul (1692)
- Z 574 Бондука // Bonduca or The British Heroine (1695; авторство номеров 2-7 под сомнением, между 1 и 10 потеряны два номера).
- Z 575 Цирцея / Кирка (1690).
- Z 576 Клеомен // Cleomenes, the Spartan Hero (1692).
- Z 577 Принцесса Персии // Distressed Innocence or The Princess of Persia (1694).
- Z 578 Дон-Кихот // Don Quixote (1694-95).
- Z 579 Epsom Wells (1693).
- Z 580 Генрих II, король Англии // Henry the Second, King of England (1692).
- Z 581 Ричард II // The History of King Richard the Second or The Sicilian Usurper (1681).
- Z 582 Торжество любви // Love Triumphant or Nature Will Prevail (1693).
- Z 583 Эдип // Oedipus (1692).
- Z 584 Oroonoko (1695).
- Z 585 Павсаний, предатель Родины // Pausanias, the Betrayer of his Country (1695).
- Z 586 Регул // Regulus or The Faction of Carthage (1692).
- Z 587 Rule a Wife and Have a Wife (1693).
- Z 588 Сэр Энтони Лав // Sir Anthony Love or The Rambling Lady (1692).
- Z 589 Сэр Барнеби Уигг // Sir Barnaby Whigg or No Wit Like a Woman’s (1681).
- Z 590 Софонисба // Sophonisba or Hannibal’s Overthrow (1685).
- Z 591 Кентерберийские гости // The Canterbury Guests or A Bargain Broken (1694).
- Z 592 Двурушник // The Double Dealer (1693).
- Z 594 Английский законник // The English Lawyer (1685).
- Z 595 Роковой брак// The Fatal Marriage or The Innocent Adultery (1694).
- Z 596 Женские добродетели // The Female Virtuosos (1693).
- Z 597 Разрубленный Гордиев узел // The Gordian Knot Unty’d (1691).
- Z 598 Индейский император, или Завоевание Мексики // The Indian Emperor or The Conquest of Mexico (1691).
- Z 599 Король Мальты // The Knight of Malta (1691).
- Z 600 Распутник // The Libertine or The Libertine Destroyed (1692).
- Z 601 Последняя молитва девушки // The Maid’s Last Prayer or Any Rather Than Fail (1693).
- Z 602 The Marriage-hater Match’d (1693).
- Z 603 Женатый щёголь // The Married Beau or The Curious Impertinent (1694).
- Z 604 Парижская бойня // The Massacre of Paris (1693).
- Z 605 Фиктивный брак // The Mock Marriage (1695).
- Z 606 Феодосий // Theodosius or The Force of Love (1680).
- Z 607 Старый холостяк. The Old Bachelor (1691).
- Z 608 The Richmond Heiress or A Woman Once in the Right (1691; два номера утеряны).
- Z 609 Сёстры-соперницы // The Rival Sisters or The Violence of Love (1695; сюита утеряна).
- Z 610 Испанский монах // The Spanish Friar or The Double Discovery (1694-95).
- Z 611 Добродетельная жена // The Virtuous Wife or Good Luck at Last (1694; один из номеров утерян).
- Z 612 Оправдания жён // The Wives' Excuse or Cuckolds Make Themselves (1691).
- Z 613 Любовь тирана // Tyrannic Love or The Royal Martyr (1694).

#### Оперы исеми-оперы[Z 626—632]
- Z 626 Дидона и Эней / Dido and Aeneas (ок. 1688).
- Z 627 Пророчица (Диоклетиан) / Prophetess or Dioclesian (1690).
- Z 628 Король Артур / King Arthur or The British Worthy (1691).
- Z 629 Королева фей / The Fairy-Queen (1692).
- Z 630 Королева индейцев / The Indian Queen (1695).
- Z 631 Буря, или Зачарованный остров / The Tempest or The Enchanted Island (ок. 1695).
- Z 632 Тимон Афинский / Timon of Athens (1694).

Авторство Пёрселла в отношении музыки к пьесе «Буря» ныне оспаривается.

#### Инструментальная музыка [Z 641—860]
- Z 641 Ария соль мажор (?)
- Z 642 Аллеманда и куранта ля минор (?)
- Z 644 Куранта соль мажор (?)
- Z 645 Граунд соль мажор (?)
- Z 646 Новая ирландская мелодия соль мажор (1687)
- Z 647 Марш до мажор (1687)
- Z 648 Марш до мажор (1687)
- Z 649 Менуэт ля минор (1687)
- Z 650 Менуэт ля минор (1687)
- Z 651 Менуэт соль мажор (?)
- Z 652 Прелюдия ля минор (?)
- Z 653 Ригодон до мажор (1687)
- Z 654 Сарабанда ля минор (?)
- Z 655 Новая шотландская мелодия соль мажор (1687)
- Z 656 «Sefauchi’s Farewell» ре минор (1687)
- Z 660 Сюита соль мажор (1696)
- Z 661 Сюита соль минор (1696)
- Z 662 Сюита соль мажор (1696)
- Z 663 Сюита ля минор (1696)
- Z 665 Сюита до мажор (1687)
- Z 666 Сюита до мажор (1696)
- Z 667 Сюита ре мажор (1696)
- Z 668 Сюита ре минор (1696)
- Z 669 Сюита фа мажор (1696)
- Z 670 «The Queen’s Dolour» ля минор (?)
- Z 716 Верс фа мажор (?)
- Z 717 Voluntary до мажор (?)
- Z 718 Voluntary ре минор (?)
- Z 719 Voluntary ре минор (?)
- Z 720 Voluntary соль мажор (?)
- Z 721 Voluntary ля мажор (?)

#### Сочинения без Z-номера
- I was glad when they said unto me (полный антем; первоначально автором считался Джон Блоу) (1685)
- Ария для клавишных in F
- Прелюдия для клавира in C
- Voluntary (прелюдия)